# Terry Holbrook
Pour les articles homonymes, voir Holbrook.
Terry Eugene Holbrook (né le 11 juillet 1950 à Petrolia, dans la province de l'Ontario au Canada) est un joueur professionnel retraité de hockey sur glace ayant évolué à la position d'ailier droit.

## Carrière
Réclamé au troisième tour par les Kings de Los Angeles lors du repêchage de 1970 de la Ligue nationale de hockey alors qu'il évolue pour les Knights de London de l'Association de hockey de l'Ontario. Terry Holbrook devient dès la saison suivante joueur professionnel en rejoignant le club affilié aux Kings dans la Ligue américaine de hockey, les Kings de Springfield.
Il ne reste que l'instant de quarante parties au sein de l'organisation californienne avant de se voir être échangé aux North Stars du Minnesota, il rejoint dès lors leur club-école, les Barons de Cleveland. L'ailier fait ses débuts dans la LNH au cours de la saison 1972-1973 et partage cette saison ainsi que la suivante entre les Stars et la LAH.
Sélectionné par les Broncos de Calgary de l'Association mondiale de hockey lors du repêchage générale de 1972 Holbrook décide de rejoindre l'équipe alors qu'elle évolue sous le nom des Crusaders de Cleveland pour la saison 1974-1975. Il passe deux saisons avec ceux-ci avant d'annoncer à l'été 1976 son retrait de la compétition.

## Statistiques
| Saison     | Équipe                                     | Ligue      |    | Saison régulière | Saison régulière | Saison régulière | Saison régulière | Saison régulière |   | Séries éliminatoires | Séries éliminatoires | Séries éliminatoires | Séries éliminatoires | Séries éliminatoires |
| Saison     | Équipe                                     | Ligue      | PJ | B                | A                | Pts              | Pun              | PJ               | B | A                    | Pts                  | Pun                  |                      |                      |
| 1969-1970  | Knights de London                          | AHO        | 54 | 13               | 15               | 28               | 13               | 12               | 5 | 1                    | 6                    | 11                   |                      |                      |
| 1970-1971  | Kings de Springfield                       | LAH        | 40 | 2                | 8                | 10               | 8                |                  |   |                      |                      |                      |                      |                      |
| 1970-1971  | Barons de Cleveland                        | LAH        | 17 | 1                | 7                | 8                | 0                | 8                | 0 | 0                    | 0                    | 0                    |                      |                      |
| 1971-1972  | Barons de Cleveland                        | LAH        | 76 | 7                | 22               | 29               | 16               | 6                | 1 | 0                    | 1                    | 7                    |                      |                      |
| 1972-1973  | Barons de Cleveland Barons de Jacksonville | LAH        | 51 | 22               | 21               | 43               | 12               |                  |   |                      |                      |                      |                      |                      |
| 1972-1973  | North Stars du Minnesota                   | LNH        | 21 | 2                | 3                | 5                | 0                | 6                | 0 | 0                    | 0                    | 0                    |                      |                      |
| 1973-1974  | Nighthawks de New Haven                    | LAH        | 37 | 15               | 21               | 36               | 18               |                  |   |                      |                      |                      |                      |                      |
| 1973-1974  | North Stars du Minnesota                   | LNH        | 22 | 1                | 3                | 4                | 4                |                  |   |                      |                      |                      |                      |                      |
| 1974-1975  | Crusaders de Cleveland                     | AMH        | 78 | 10               | 13               | 23               | 7                | 5                | 0 | 1                    | 1                    | 0                    |                      |                      |
| 1975-1976  | Crusaders de Cleveland                     | AMH        | 15 | 1                | 2                | 3                | 6                | 3                | 0 | 0                    | 0                    | 0                    |                      |                      |
| Totaux AMH | Totaux AMH                                 | Totaux AMH | 93 | 11               | 15               | 26               | 13               | 8                | 0 | 1                    | 1                    | 0                    |                      |                      |
| Totaux LNH | Totaux LNH                                 | Totaux LNH | 43 | 3                | 6                | 9                | 4                | 6                | 0 | 0                    | 0                    | 0                    |                      |                      |

## Transactions en carrière
- Repêchage LNH 1970 : réclamé par les Kings de Los Angeles (3e choix de l'équipe, 38e au total).
- mars 1971 : échangé par les Kings aux North Stars du Minnesota en retour de Wayne Schultz et des droits sur Steve Sutherland.
- 12 février 1972 : réclamé par les Broncos de Calgary lors du repêchage générale de l'Association mondiale de hockey.